# Каскахальський блок

62 гліфи Каскахальського блока

Каскахальський блок (ісп. bloque de Cascajal) — плита зі серпентиніту з письмовими знаками, знайдена в Мексиці і датована 1-м тисячоліттям до н. е. Знаки, вирізані на плиті, донині не розшифровано і можуть бути взірцем найранішої писемності Нового Світу. Припускають, що напис на Каскахальському блоці є артефактом ольмекської писемності. Ольмеки процвітали в районі Мексиканської затоки під час близько 1250—400 років до н. е. Каскахальський блок — єдине свідчення існування цієї писемності. Археолог Стівен Гаустон з Університету Брауна вважає, що це відкриття дозволяє вважати, що ольмекська цивілізація без сумніву мала писемність, а також свідчить про вищий рівень розвитку цієї цивілізації. Проте низка фахівців висловлює сумніви щодо справжності напису на Каскахальському блоці.
Каскахальський блок знайдено наприкінці 1990-х років у селі Лас-Ломас-де-Такамічапан у низовинах Веракрусу, в стародавньому центрі ольмекської цивілізації, розташованому біля узбережжя Південно-Східної Мексики. Блок виявили дорожні робітники в купі будівельного сміття серед керамічних уламків та глиняних фігурок. На підставі датування знайдених поруч предметів блок віднесено до фази Сан-Лоренсо-Теночтитлан Ольмекської археологічної культури, що завершилася до 900 року до н. е. Таким чином, напис на блоці передує найдавнішому сапотекському письму, яке відносять приблизно до 500 року до н. е. Археологи Кармен Родрігес Мартінес (ісп. Carmen Rodríguez Martínez) та Понсіано Ортіс Себальос (ісп. Ponciano Ortiz Ceballos) з Мексиканського національного інституту антропології та історії вивчили блок та офіційно його зареєстрували. Каскахальський блок важить близько 11,5 кг і має габарити 36×21×13 см. Детальну інформацію про знахідку дослідники опублікували у випуску журналу Science від 15 вересня 2006 року.

## Опис
Напис містить 62 гліфи, частина з яких нагадує рослини, такі як маїс або ананас, інші — тварин, таких як комаха або риба. Багато символів більш абстрактні, це прямокутники та краплеподібні фігури. Символи на Каскахальському блоці не схожі на символи жодної іншої мезоамериканської системи письма, наприклад, писемності маянських мов чи істмуського письма. Напис на Каскахальском блоку незвичайний також тим, що символи, напевно, розташовано горизонтальними рядами. В інших відомих мезоамериканських системах письма текст зазвичай записується вертикальними рядками. Крім того, немає вагомих підстав говорити про наявність загальної структури [напису]. Ці послідовності є незалежними одиницями інформації".

## Думки фахівців

### Визнання автентичності
Автори доповіді
- Стівен Гаустон[en], який також брав участь у дослідженні, вважає, що якщо текст буде розшифровано, він розкриє «найраніші голоси Мезоамериканської цивілізації». Дослідник зазначає, що деякі піктограми часто повторюються, особливо ті, що нагадують комаху або ящірку. Він припускає, що «це можуть бути знаки, які повідомляють читачеві, що тут використовуються слова, які звучать схоже, але мають різні значення, як у випадку з „I“ („я“) та „eye“ („око“) в англійській мові». Він робить висновок: «Лінійний порядок, регулярність знаків і чітка структура кажуть мені, що це писемність. Але ми не знаємо, що там записано» .
- Карл Таубе[en], археолог із Каліфорнійського університету в Ріверсайді, який брав участь у документуванні та опублікуванні відкриття зазначає, що ольмеки мали дуже розвинене мистецтво, включаючи іконографію, але Каскахальський блок дає перше переконливе свідчення наявності в них письма.
- Для Річарда Діля[en] з Університету Алабами знахідка, анонсована в журналі Science, стала переконливим доказом того, що ольмеки мали писемність. За словами вченого, він завжди вважав, що ольмеки володіли вмінням писати і знахідка підтвердила його інтуїтивне припущення.

Інші вчені
- Вільям Сатурно[en], антрополог з Університету Нью-Гемпшира та експерт у галузі мезоамериканської писемності, який не брав участі в дослідженні, погодився з Гаустоном, що горизонтально орієнтований напис демонструє структуру, яка є однією з ознак справжньої писемності, разом із певним порядком слів. На думку Сатурно, напис є «повноцінним текстом — письмовими знаками, що замінюють собою слова»[5].
- Мері Пол з Університету штату Флорида, експертка з ольмеків, пише: «Один знак справді схожий на кукурудзяний качан з волосками, що розпускаються вгорі. Інші значки унікальні і ніколи раніше не зустрічалися, наприклад, одна з комах…. Зображені предмети — і, ймовірно, саме письмо — мали особливе значення в ритуальній сфері… Ми бачимо, що писемність тісно пов'язана з ритуалом та ранніми релігійними уявленнями, бо вони беруть ритуальний орнамент і кладуть його в основу гліфів, з яких складають написи. І все це відбувається в період появи перших правителів, у контексті розвитку централізованої влади та стратифікованого суспільства»[6].
- Девід Стюарт[en] із Техаського університету в Остіні, експерт у галузі мезоамериканської писемності, не пов'язаний із самим відкриттям, але рецензував дослідження для журналу Science, вважає, що знахідка є одним із доказів походження мезоамериканської писемності та багатьох інших елементів культури цього регіону[7].
- Ліза Леконт (Lisa LeCount), ад'юнкт-професор археології в Університеті Алабами, припустила, що плита могла бути скульптурним вінцем, вирізаним у камені з метою зміцнити владу правителя. «Камінь міг використовувати один із ранніх правителів для того, щоб затвердити своє високе становище та узаконити право на владу. У цьому суспільстві лише еліта вміла читати та писати». Леконт упевнена, що ольмеки були «материнською культурою» щодо мая, чиї написи та будівлі існують досі.
- Катерина Маньї[en], ад'юнкт-професор доіспанської археології в Університеті Париж-Сорбонна дала нову інтерпретацію Каскахальського блоку. Маньї інтерпретувала кожен гліф окремо. Дослідник запропонувала релігійне та ритуальне розуміння тексту. На її думку, йдеться про обряд посвячення, який мав місце у підземному приміщенні та включав практики самозречення. «Цей відпрацьований код висловлює і підтримує надзвичайно тонкий спосіб мислення, пов'язаний насамперед із релігійними уявленнями, але також, меншою мірою, із соціально-політичною сферою»[8]. У книзі «Les Olmèques. La genèse de l'écriture en Méso-Amérique» 2014 року Маньї писала, що на Каскахальському блоці вигравірувано гліфи, які належать ольмекам і свідчать, що цей давній народ винайшов писемність. Маньї пропонує новий підхід до графічного коду ольмеків і новий погляд на їхній спосіб мислення, а також дає словник ольмекських гліфів і символів[9].
- Девід Фрейдель[en] та Ф. Кент Рейлі III 2010 року припустили, що символи на Каскахальському блоці є не зразком унікальної системи письма, а скоріше зображують особливий порядок священних предметів, які в давнину використовувалися для магічних цілей[10]. Символи позначали вміст трьох в'язок священних предметів[en], зображених на трьох окремих рівнях, у послідовності від верхньої до нижньої частини напису. Ці священні в'язки включають добре відомі предмети, використовувані в магічних ритуалах і ворожінні. Багато об'єктів/знаків, розташованих горизонтально всередині рівнів, присутні у всіх трьох рівнях. Напис загалом має читатися бустрофедоном, як зліва направо, так і справа наліво, послідовність рядків — зверху донизу. Фрейдель і Рейлі стверджують, що більшість символів можна знайти у творах мистецтва середнього формативного періоду, а багато інших символів є частиною композицій, зрозумілих з погляду іконографії, вони є піктограмами, а не записом усного мовлення. Замість того, щоб створювати епістемологічний глухий кут, що є результатом інтерпретації напису як зразка унікальної писемності, його слід розглядати як ключ до розуміння особливого розташування священних предметів. Мета створення напису, можливо, полягала в тому, щоб зберегти знання про ворожіння або інші магічні ритуали. Це була повсюдна ритуальна практика, добре відома за даними мезоамериканської археології формативного періоду[10].

### Сумніви щодо справжності
Скептичні думки
- На думку Девіда Ґроува[en], археолога з Університету Флориди, який не брав участі в дослідженні, напис схожий на підробку, оскільки він демонструє горизонтальний напрямок письма, на відміну від вертикального в інших писемностях регіону[11].
- Крістофер Пул, археолог з Університету Кентуккі в Лексингтоні в 2010 році вказав на дві істотні обставини, пов'язані зі знахідкою: по-перше, напис унікальний, а по-друге, коли Родрігес і Ортіс виявили плиту, вона була вже витягнута з землі, і позбавлена первісного археологічного контексту[11].
- Макс Шворер (Max Schvoerer), професор Університету Мішеля де Монтеня та засновник Laboratoire de Physique appliquée à l'Archéologie, зазначив: «На жаль, автори визначили вік плити тільки непрямим шляхом, вивчивши уламки кераміки, знайдені на місці, поза контекстом надійно визначеного й датованого культурного шару».

Формальна критика
Найповніше критику представлено у випуску журналу Science від 9 березня 2007 року. Археологи Карен Брунс і Ненсі Келкер позначили п'ять проблем, пов'язаних зі знахідкою:
1. Блок виявлено в купі бульдозерного сміття і не може бути надійно датованим.
2. Напис унікальний. Немає жодного іншого відомого прикладу ольмекських зображень, більш того, написів, виконаних на серпентинітній плиті.
3. Усі інші мезоамериканські системи письма мають або вертикальний, або лінійний напрямок тексту. Розташування гліфів на плиті не відповідає жодному формату, їх розміщено «випадковими пачками».
4. Як зазначали автори, деякі гліфи зустрічаються на інших ольмекських артефактах, але ніколи раніше їх не ідентифікували як письмові знаки, лише як декоративні мотиви.
5. «Гліф, який ми можемо описати лише як „вошка“ (англ. разг. "cootie") (№ 1/23/50), не підходить до жодної відомої категорії мезоамериканських гліфів і, разом із контекстом знахідки, прозоро натякає на жарт».

Спростування критики авторів оригінального дослідження опубліковано безпосередньо після:
1. Інші важливі знахідки, пов'язані з писемністю, зокрема, розетський камінь, також зроблено поза контекстом матеріальної культури.
2. Написи, подібні до цього, мають бути нечіткими і могли залишитися непоміченими на раніше виявлених плитах.
3. Напис має осмислену структуру.
4. «Усі відомі ієрогліфічні системи світу пов'язані з попередньою іконографією або кодифікованою символікою», тому не дивно, що гліфи Каскахальського блока простежуються як декоративні мотиви.
5. Гліф «вошка» в «об'ємному вигляді» можна знайти на монументі № 43 зі Сан-Лоренсо.